# Габриела Теглаши Велимировић
Габриела Теглаши-Велимировић (Нови Сад, 11. јун 1961) српска је балерина, кореограф, балетски педагог и председница Удружења балетских уметника Војводине.
Дипломирала у Балетској школи у Новом Саду. Своју професионалну каријеру започела у Српском народном позоришту 1978. године где и данас ради. Одиграла 1200 представа, асистент преко десет ауторских представа, преносила кореографије познатих светских балетмајстора, ауторка бројних кореографија за школе и професионалне играче. Била директорка Балета у Српском народном позоришту, председница Школског одбора Балетске школе у Новом Саду.
Ауторка је романа Балет, да ли се то једе? (2006.  978-86-80951-24-9. и. 2007.  978-86-910345-0-4.). Књига је промовисана у 16 градова у земљи и иностранству. Иницијаторка и реализаторка подигнутог споменика балерини Марини Олењиној (ЦИП 792.8.071.2:929.  978-86-910345-1-1. ).
Тренутно се бави педагошким радом у иностранству и кроз све видове уметничког стваралаштва афирмише балетску уметност.
Од 11. јула 2011. године, председница Удружења балетских уметника Војводине.